# Larry Austin
Larry Austin (* 12. September 1930 in Duncan, Oklahoma; † 30. Dezember 2018 in Denton, Texas) war ein US-amerikanischer Komponist, Dirigent und Musikwissenschaftler.

## Leben
Austin studierte Komposition bei Violet Archer (University of North Texas), Darius Milhaud (Mills College) und Andrew Imbrie (University of California, Berkeley).
Er gehörte von 1958 bis 1972 zum Lehrkörper der University of California, Davis. Dort gründete 1966 die Zeitschrift Source: Music of the Avantgarde, deren Herausgeber er ist. Von 1972 bis 1978 lehrte er an der University of South Florida und von 1978 bis 1996 an der University of North Texas. An beiden Universitäten gründete er die Computermusik-Studios. Zu seinen Schülern gehören James Phelps, Beth Anderson, Lucio Edilberto Cuellar, Gary Knudson, Michael Matthews, Dary John Mizelle und Rodney Waschka II.
Von 1986 bis 2000 war er Präsident des Consortium to Distribute Computer Music (Produzent der Computer Music Series bei Centaur Records). Von 1990 bis 1994 war er Präsident der International Computer Music Association. 1998 erhielt er ein Aufenthaltsstipendium am Bellagio-Center der Rockefeller-Stiftung.
Austin hat mehr als 80 Kompositionen geschrieben, darunter auch elektroakustische Musik und Computermusik.
Er schrieb das Stück Improvisations For Orchestra and Jazz Soloists, das Leonard Bernstein 1964 mit New Yorker Philharmonikern und Solisten wie Barre Phillips zur Aufführung brachte. 1963 gründete Austin das New Music Ensemble an der University of California, Davis, das als Improvisationsgruppe für Neue Musik bis 1968 bestand. In dieser Zeit tauschte er sich häufig mit John Cage, Karlheinz Stockhausen und David Tudor aus.
1994 vollendete er die Universe Symphony von Charles Ives, welche vom Cincinnati Philharmonia Orchestra unter Gerhard Samuel uraufgeführt wurde. Sie wurde beim Warschauer Herbst 1995 vom Warsaw Philharmonic Orchestra erneut aufgeführt und 1998 vom Rundfunk-Sinfonieorchesters Saarbrücken auf CD aufgenommen.
Weitere Aufnahmen liegen u. a. mit den New Yorker Philharmonikern und dem Boston Symphony Orchestra vor.

## Auszeichnungen
- Groupe de musique expérimentale de Bourges Magisterium (1996)
- SEAMUS Lifetime Achievement Award (2009)